# Клавіатура

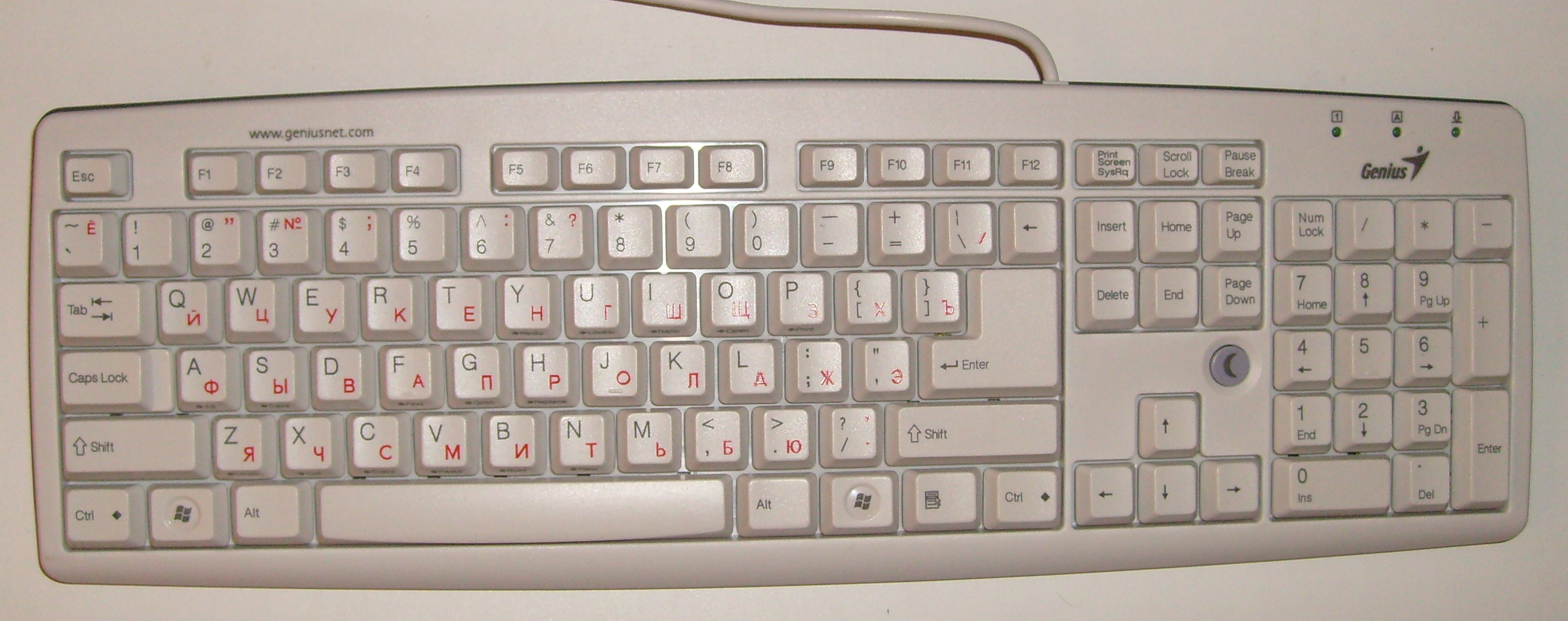
Стандартна клавіатура

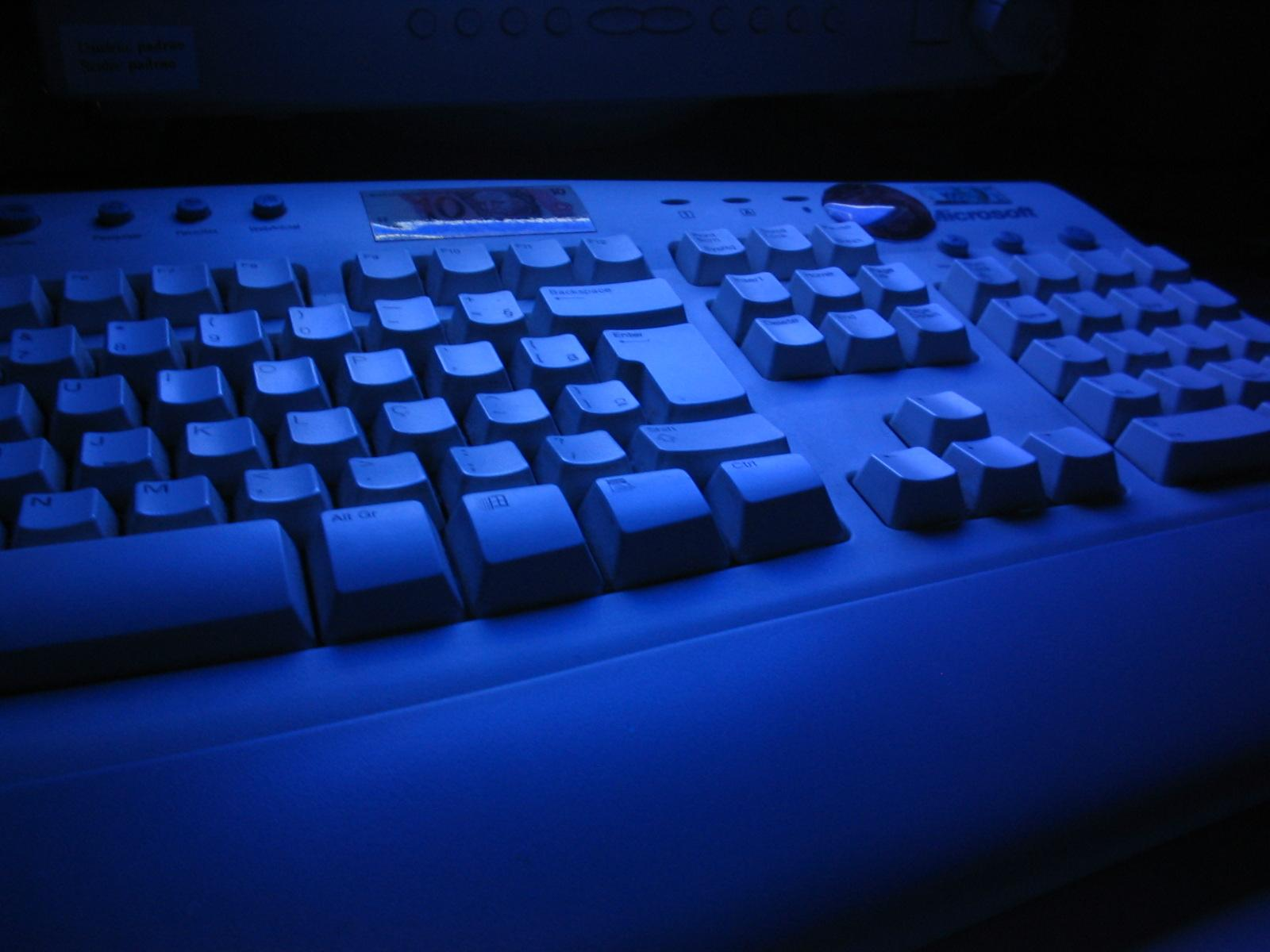
«Мультимедійна» клавіатура

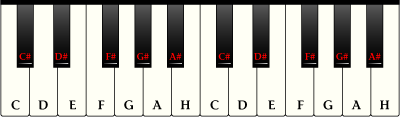
Фрагмент фортепіанної клавіатури

Клавіату́ра (англ. keyboard) — сукупність розміщених у певному порядку клавіш пристрою, що використовується для введення і редагування даних, а також керування виконанням окремих операцій.
Клавіша тут виступає як елемент клавіатури, натисканням якого генерується код відповідного знака або ініціюється деяка дія.
Клавіатури використовуються в найрізноманітніших пристроях — друкарських машинах, калькуляторах, мобільних телефонах, а також є однією з комплектуючих комп'ютера.
Основні типи клавіатур за призначенням — музичні та алфавітно-цифрові.

## Типи клавіатур за конструктивно-технічним виконанням
Клавіатури можуть мати різні конструкції:
- Механічні, історично найперші — рух клавіші за допомогою більш чи менш складної системи важелів, тяг тощо безпосередньо виконує свою корисну функцію (наприклад, важелів в друкарській машині чи клапанів у духових музичних інструментах).
- Кнопкова — рух клавіші безпосередньо з'єднує або роз'єднує електричні контакти.
  - Пружинна
  - Мембранна — натискання деформує мембрану, на якій надруковано провідні доріжки. При натисканні доріжки мембрани контактують з доріжками основи. Мембрана також повертає клавішу до вихідного положення.
  - Гумова — натиснення клавіші спричиняє певний тиск гуми на друковану плату, внаслідок відбувається значне зниження електричного опору між металевими провідниковими доріжками, що нанесені на плату.

- Безкнопкова — клавіатура, у якої відсутні кнопки, як окремі фізичні елементи.
  - Оптоелектронна'
  - Ємнісна — відносно рідко вживана — клавіша з'єднана з елементом, що змінює ємність  конденсатора, частіше, шляхом його всуву між обкладками  конденсатора.
  - Герконова — натиснення клавіші спричиняє наближення магніту до геркону, всередині якого відбувається замикання контактів.
- Екранна — безкнопкова клавіатура, що сполучена і розташовується на екрані.
  - Тактильна (Сенсорна) — на екрані висвітлюється зображення кнопки, дотик до зазначеного місця на екрані є рівнозначним її натисненню. Для реалізації цього виду клавіатури необхідний спеціальний тактильний монітор.
  - Класична — на екрані висвітлюється зображення кнопки, по якому клацають мишкою. Цей вид клавіатури не вимагає спеціальних екранів. Перевагою екранних клавіатур над фізичними є можливість візуального відображення великої кількості наборів символів різних алфавітів.

## Музичні клавіатури
Клавіатура музичних інструментів призначаються для гри і мають набір клавіш, яким відповідають відповідні звуки певної висоти. Діапазон у клавіатур зустрічається різний. Клавіатури для пальців рук є у таких інструментах як рояль, орган, клавесин, челеста, синтезатор, а також баян, акордеон і деяких інших інструментах.
Зустрічаються також музичні інструменти з педальною клавіатурою, яка має набір клавіш для гри ногами (наприклад орган).
Музичні інструменти, які мають клавіатуру, визначаються як клавішні музичні інструменти.
Особливого роду клавіатури використовуються в музичних інструментах — фортепіано, клавесині, акордеоні а також деяких електроінструментах (див. Клавішні музичні інструменти).

## Алфавітно-цифрові клавіатури
Алфавітно-цифрові клавіатури використовуються для керування технічними та механічними пристроями (друкарська машинка, комп'ютер, калькулятор, касовий апарат, кнопковий телефон). Кожній клавіші відповідає один чи декілька певних символів. Можливо збільшити кількість дій, які виконуються з клавіатури за допомогою комбінації клавіш. В клавіатурах такого типу клавіші супроводжуються наклейками із зображенням символів або дій, що відповідають натисненню.
Ввід даних в електронний пристрій називається набором, у випадку механічної або електричної друкарської машинки говорять про друк.

### Цифрова клавіатура

Цифрова клавіатура комп'ютера

Цифровою клавіатурою називається сукупність близько розташованих клавіш з цифрами, які призначенні для вводу чисел. Існує два різних варіанта розташування цифр на таких клавіатурах.
В телефонах використовується клавіатура, в якій числові дані зростають зліва направо і зверху вниз. Аналогічний тип клавіатури використовуються в домофонах та інших засобах аудіозв'язку, а також на пультах дистанційного керування.
В калькуляторах використовується клавіатура, в якій числові значення клавіш зростають зліва направо і знизу вгору. Більшість комп'ютерних клавіатур мають блок клавіш, в який входить клавіатура калькуляторного типу.

### Комп'ютерна клавіатура
Комп'ютерні клавіатури містять 101 клавішу або більше. Також все частіше вбудовуються додаткові кнопки та контрольні елементи (світлодіоди) — частіше для обслуговування мультимедійних систем.
На комп'ютерній клавіатурі будь-яке натиснення та відпускання клавіші спричинює посилання сигналу до комп'ютера. Кожній такій дії відповідає окремий цифровий код.
В залежності від способу передачі сигналу клавіатури звуться дротові та бездротові, що контактують з комп'ютером за допомогою інфрачервоного випромінювання або радіохвиль. Відстань дії бездротових клавіатур залежить від принципу передачі сигналу і лежить в межах від кількох метрів до кількох десятків метрів для дорожчих пристроїв, наприклад, Bluetooth-клавіатури.

## Цікаво
Apple запатентувала клавіатуру, в якій кожна кнопка оснащена вбудованим дисплеєм.